# Межирічка (Голованівський район)
Межирі́чка (колишня назва Оздобна) — село в Голованівській громаді Голованівського району Кіровоградської області України. Населення 1381 осіб.
Розташоване за 5 км на північ від районного центру і за 14 км від залізничної станції.

## Історія
На околиці села Межирічки розкопано 4 скіфські кургани (V—III ст. до н. е.), а також два кургани з похованням кочівників (XIII—XIV ст.), в одному з них знайдено 5 золотоординських монет.
Перші історичні відомості про Межирічку належать до 1763 року. Село Межирічка лежить у межиріччі річок Кайнара і Свинарка. У Межирічці був панський маєток, у якому згодом працювала школа.
Його власником був поміщик Драгоновський, у якого маєток придбав контр-адмірал Олексій Абаза. Контр-адмірал поселився тут 1911 році. На пенсії Абаза зайнявся облаштуванням «своїх» сіл — Межирічки, Давидівки і Перегонівки. В Межирічці збудував школу та поклав бруковану дорогу із села в місто Голованівськ. Тут же він мав спиртовий завод, який працював до 1986 року та випускав до 1000 літрів спирту за добу. Будучи вже старим та хворим Абаза віддав маєтності та підприємства у оренду поміщику Глінці. Відомі слова, які контр-адмірал сказав селянам незадовго до своєї смерті у лютому 1917 року:
|  | Громадяни, у країні наближається революція, а всяка революція супроводжується знищенням матеріальних цінностей і спустошенням. Якщо революція відбудеться, то я вас прошу, не розоряйте маєтку. Він буде потрібен вам, народу, який я так люблю |

Селяни не стали руйнувати садиби Олексія Абази — вони розмістили тут школу. Нині школа у новому приміщенні, а садибний будинок у руїнах. Сам контр-адмірал був похований у Межирічці, але нині немає вже ні церкви, ні могили.

## Населення
Згідно з переписом УРСР 1989 року чисельність наявного населення села становила 1467 осіб, з яких 672 чоловіки та 795 жінок.
За переписом населення України 2001 року в селі мешкала 1381 особа.

### Мова
Розподіл населення за рідною мовою за даними перепису 2001 року:
| Мова       | Відсоток |
| ---------- | -------- |
| українська | 98,19 %  |
| російська  | 1,59 %   |
| вірменська | 0,22 %   |

## Друга світова війна
700 жителів села воювали на фронтах Другої Світової війни, 172 з них загинули, 210 нагороджені орденами й медалями.
Під час тимчасової окупації населення чинило опір ворогам. Так, сторож спиртозаводу М. Т. Пастушенко, ризикуючи життям, заховав зруйнований фашистами пам'ятник, який після визволення села було реставровано і встановлено на території заводу.
К. Я. Нагорна переховувала від гітлерівців інструктора політичного відділу 80-ї стрілецької дивізії Івана Олександровича Хизенка, автора книги «Ожилі сторінки».
Жителька села Краснопілля К. Тімановська зберегла колгоспний прапор і передала його військовій частині, яка звільнила село від німецьких загарбників.
В центрі Межирічки встановлено обеліск Слави на честь воїнів-земляків, які віддали життя за Батьківщину.

## Економіка села
За селом закріплено 3484 га сільськогосподарських угідь, у тому числі 3312 га орної землі. Господарства спеціалізуються на виробництві яловичини.
У землеробстві провідне місце займає вирощування озимої пшениці, кукурудзи, цукрових буряків і соняшнику. Працює спиртовий завод. 29 трудівників Межирічки удостоєні урядових нагород.
У селі є фельдшерсько-акушерський пункт, 4 магазини, відділення Укрпошти.
У селі працює Межиріцький вітамінний завод, Фермерські господарства «Елена», «Веснянка», «Межиріччя».

## Освітньо-культурні заклади
- В селі працює середня школа, у якій 27 вчителів навчають 300 дітей, два будинки культури, дві бібліотеки з фондом 8,2 тис. книг, дитячій садочок.

## Уродженці
- Абаза Олексій Михайлович (1835—1917) — контр-адмірал, поміщик.
- Гащук Олександр Сергійович (1937) — український художник-монументаліст[9].
- Тацієнко О. Х. — генерал-майор танкових військ (23.02.1967)[10]